# クオピオ交響楽団
クオピオ交響楽団（フィンランド語：Kuopion Kaupunginorkesteri クオピオン・カウプンギンオルケステリ）は、フィンランドのクオピオ市のクオピオ・ミュージックセンター（Kuopion Musiikkikeskus クオピオン・ムシーッキケスクス）を本拠地とする市営のオーケストラ。同市を有するサヴォ州における最大のオーケストラであるが、正団員の総数は46名と室内オーケストラのサイズである。
略称はKSO。CDなどで使用されている日本語名称はクオピオ交響楽団である。フィンランド語での名称には市を意味するKaupunki（カウプンキ）の語も含まれるため、クオピオ市交響楽団と訳すことも可能であるが、他の幾つかフィンランドのオーケストラと異なってこのオーケストラは英語名称にCityの文字を用いていないため、ここではクオピオ交響楽団を採用する。

## 歴史
クオピオ交響楽団の起源は1909年に遡る。当時の記録には地元の多くの無名な音楽愛好家たちの名前が記されている。チェロのエリアス・カフラ（Elias Kahra）、ヴァイオリンのアドルフ・ハルストロム（Adolf Hällström）、ピアノのアリス・フォルステン（Alice Forstén）の3人がピアノトリオを始め、その後音楽教師のイネス・ドルヒマン（Ines Durchmann）がヴィオラに加わってカルテットに発展したことが記録として残されている。これを起点として1910年に13人の演奏者によるハウス・オーケストラ（Haus Orchestra）が結成され、エリアス・カフラが初代の指揮者に就任した。同年のうちにこのカルテットはクオピオ学友協会オーケストラ（Orchestra of the Association of the Music Friends of Kuopio 、OAMFK）として発展し、団員は23名に増加した。12月14日にはオーケストラとして最初のコンサートを開催している。
フィンランドの独立戦争後の1921年、北サヴォ連隊の軍楽隊長ヤルマリ・リパッティ（Jalmari Ripatti）が戦争で生き残ったオーケストラ団員をかき集め、軍楽隊との混合オーケストラを編成した。リパッティはこのオーケストラの指揮者となった。1926年には初代の指揮者カフラが指揮者に戻ったが、引退したのちブルーノ・コイヴネン（Bruno Koivunen）がその後を継いだ。オーケストラは戦争中も演奏活動を続け、次第に学校や工場へとその演奏場所を拡大していった。1939年には創立30周年の記念演奏会を開催している。
1945年、第二次世界大戦の終結にともないクオピオ学友協会オーケストラはクオピオ・オーケストラへと改称。 オンニ・パロマキ（Onni Palomäki）、アルヴォ・ウロ（ Arvo Uro）、パウル・フットゥネン（Paul Huttunen）ウスコ・メリライネン（Usko Meriläinen）、パーヴォ・メリサロ（Paavo Merisalo）、ラウリ・シイメス（Lauri Siimes）などが代る代る指揮をした。
1963年、北サヴォ連隊のカヤーニへの移動にともなって連隊のメンバーを喪失したオーケストラは、そのことを機にプロフェッショナルなオーケストラとして変貌を遂げる。14人のメンバーとエキストラ奏者によってシンフォニーの演奏会を行いながら、1965年フィンランドオーケストラ連盟（Association of Finnish Symphony Orchestras）に加入。1976年にはオーケストラが市営化されクオピオ市交響楽団（Kuopion Kaupunginorkesteri）と改名する。1985年にはクオピオ・ミュージックセンターが完成し、現在の本拠地を基盤にした活動が始まった。1997年には日本公演を行い武蔵野市民文化会館、成田山新勝寺などでコンサートを開催。この際、指揮者のアッツォ・アルミラとヴァイオリンのソリストとしてヤーッコ・クーシストが同行。ニューフィルハーモニーオーケストラ千葉との合同演奏会でベートーヴェンの交響曲第９番やシベリウスのヴァイオリン協奏曲といった作品を演奏した。
来日した数あるオーケストラの中では世界最北端のオーケストラである。

## 主な活動
クオピオ交響楽団の主な活動はクオピオ・ミュージックセンター（フィンランド語: Kuopion Musiikkikeskus クオピオン・ムシーッキケスクス）にて行われる。クラシックの主要なレパートリーや現代音楽を演奏する年間16回のシンフォニーシリーズ（Sinfoniasarja シンフォニアサルヤ）と年８回の室内楽シリーズ（Kamarisarja カマリ・サルヤ）がメインの活動である。その他、赤ん坊から老人まで聴衆を各世代ごと区切って構成した音楽教育プログラム、ミュージカルの伴奏、またジャズやロックなど他ジャンルの演奏家たちとのクリエイティブなクロスオーバーコンサートを開催している。これまでスウェーデン、オーストリア、日本などへ海外遠征を行っている。スウェーデンのダルハラ音楽祭、フィンランドのサヴォンリンナ・オペラ・フェスティバルといったオペラ音楽祭などからも招待されておりオペラのオーケストラとしても定評がある。
街の人々から愛される地元密着型のオーケストラであり、クオピオ市のフィンランド独立記念日の式典、教会の行事、退役軍人や新任の医者たちへの式典での演奏は恒例となっている。毎年8、9月に行われるヨルマ・パヌラ指揮講習会には世界中から常に多数の応募があり、その中から選抜された10-20人の若手指揮者と一週間の間リハーサルからコンサートまでを共にする。受講生の多くが現在世界中で活躍しており、サッシャ・ゲッツェル (Sascha Goetzel)、アンドリス・ネルソンス（Andris Nelsons）、クラウス・マケラ（Klaus Mäkelä）といった指揮者たちはデビュー前にこの講習会で学んでいる。
シベリウスの作品の演奏を得意とするが、団員の半数が外国語話者であり多国籍のメンバーで構成されているため、フィンランド国内の他のオーケストラと比べると、バロックから現代音楽まで得意とするレパートリーが比較的広いのが特徴である。団員の中にはマリンスキー劇場管弦楽団を始めとする著名なオーケストラ出身の若者たちや国際コンクールの受賞者たちが多く存在する。
オーケストラのサイズはシベリウスがほとんどの管弦楽作品で初演の際に意図していたサイズで、弦5部と2管編成に打楽器奏者2人という編成である。４６名の演奏家でチャイコフスキーのシンフォニー等の作品にも対応するが、毎年数回開催される他の街のオーケストラの合同演奏会ではブルックナーやマーラーなど作品も演奏する。
パウロ国際チェロコンクール、クオピオ・ヴァイオリンコンクールなどで伴奏オーケストラを務めている。

## 歴代指揮者（首席指揮者、音楽監督など）
- 1965 - 1993：ラウリ・シイメス（Lauri Siimes）、ニコラス・スミス（Nicholas Smith）、ペルッティ・ペッカネン（Pertti Pekkanen）、ロバート・ブラック（Robert Black）
- 1993 - 2000：アッツォ・アルミラ（Atso Almila）
- 2000 - 2003：佐藤俊太郎
- 2003 - 2007：ヴェロ・パーン (Vello Pähn)
- 2007 - 2013：サッシャ・ゲッツェル (Sascha Goetzel)
- 2013 - 2018：アルベルト・オルド・ガッリード （Alberto Hold Garrido）
- 2018 - 2022：ヤーッコ・クーシスト (Jaakko Kuusisto)
- 2023 - ：ユージン・ツィガーン (Eugene Tzigane)
  - 名誉指揮者にヨルマ・パヌラ（Jorma Panula）、第2指揮者にアッツォ・アルミラを配している。

## 主な客演者
クオピオ交響楽団はフィンランド国内の若手の起用に積極的で、ある種登竜門としての機能を果たしている。サカリ・オラモ（Sakari Oramo）が指揮者としてキャリアを開始したのもこのオーケストラを客演したのが始まりである。その他、エサ・ペッカ・サロネン（Esa-Pekka Salonen）、パーヴォ・ヤルヴィ（Paavo Jarvi）といった指揮者もこのオーケストラを過去に指揮している。海外からの指揮者ではモーシェ・アツモン（Moshe Atzmon）、イヴァン・レプシック（Ivan Repušić）、クシシュトフ・ペンデレツキ（Krzysztof Penderecki）等が客演している。
1990年代から2000年代にかけて年に1度、ゲスト・コンサートマスターとしてライナー・キュッヒル（Rainer Küchl）やレオン・シュピーラー（Leon Spierer）を招致していた。
ソリストとしてオッリ・ムストネン（Olli Mustonen）、舘野泉などフィンランド国内の音楽家はもちろんのこと、ジェルジ・パウク（György Pauk）、バイバ・スクリデ（Baiba Skride）、ペーター・ドノーエ（Peter Donohoe）といった世界的な演奏家を招致している。
日本人のこれまでの客演者としては、指揮者の沼尻竜典、新田ユリ、金井俊文、ヴァイオリニストの鈴木舞、木嶋真優らがいる。

## 主な録音
- トランペット協奏曲集 （Tp: ヨウコ・ハルヤンネ (Jouko Harjanne) / 指揮: 新田ユリ）Cryston
- チェロカンタービレ（Cello: アルト・ノラス / 指揮: マルック・レフティネン）Finlandia
- ノーザンピクチャーズ (指揮 / 佐藤俊太郎) Finlandia
- ピアソラバンドネオン曲集（Bn: ミカ・ヴァイリュネン / 指揮: アッツォ・アルミラ）Finlandia
- スウィートラプチャー・アンド・ハートエイク (Sop: マルユッカ・テッポネン / 指揮: アルベルト・オルド・ガッリード) Alba